# Kasten bei Böheimkirchen
Kasten bei Böheimkirchen – gmina w Austrii, w kraju związkowym Dolna Austria, w powiecie St. Pölten-Land. Według Austriackiego Urzędu Statystycznego liczyła 1 351 mieszkańców (1 stycznia 2014).